# ريكاردو غارسيا (لاعب كرة قدم)
ريكاردو غارسيا (بالإسبانية: Ricardo García)‏ (31 يوليو 1955 في كوستاريكا - 12 ديسمبر 2007 في كوستاريكا) هو مدرب كرة قدم ولاعب كرة قدم كوستاريكي في مركز الدفاع، شارك في الألعاب الأولمبية الصيفية 1980. وشارك مع منتخب كوستاريكا لكرة القدم. أما مع النوادي، فقد لعب مع نادي بونتاريناس.

## وصلات خارجية
- ريكاردو غارسيا على موقع الاتحاد الدولي (مؤرشف)  (الإنجليزية)
- ريكاردو غارسيا على موقع قاعدة بيانات كرة القدم.إي يو (الإنجليزية)
- ريكاردو غارسيا على موقع أوليمبيديا (الإنجليزية)